# Małopolski Instytut Samorządu Terytorialnego i Administracji

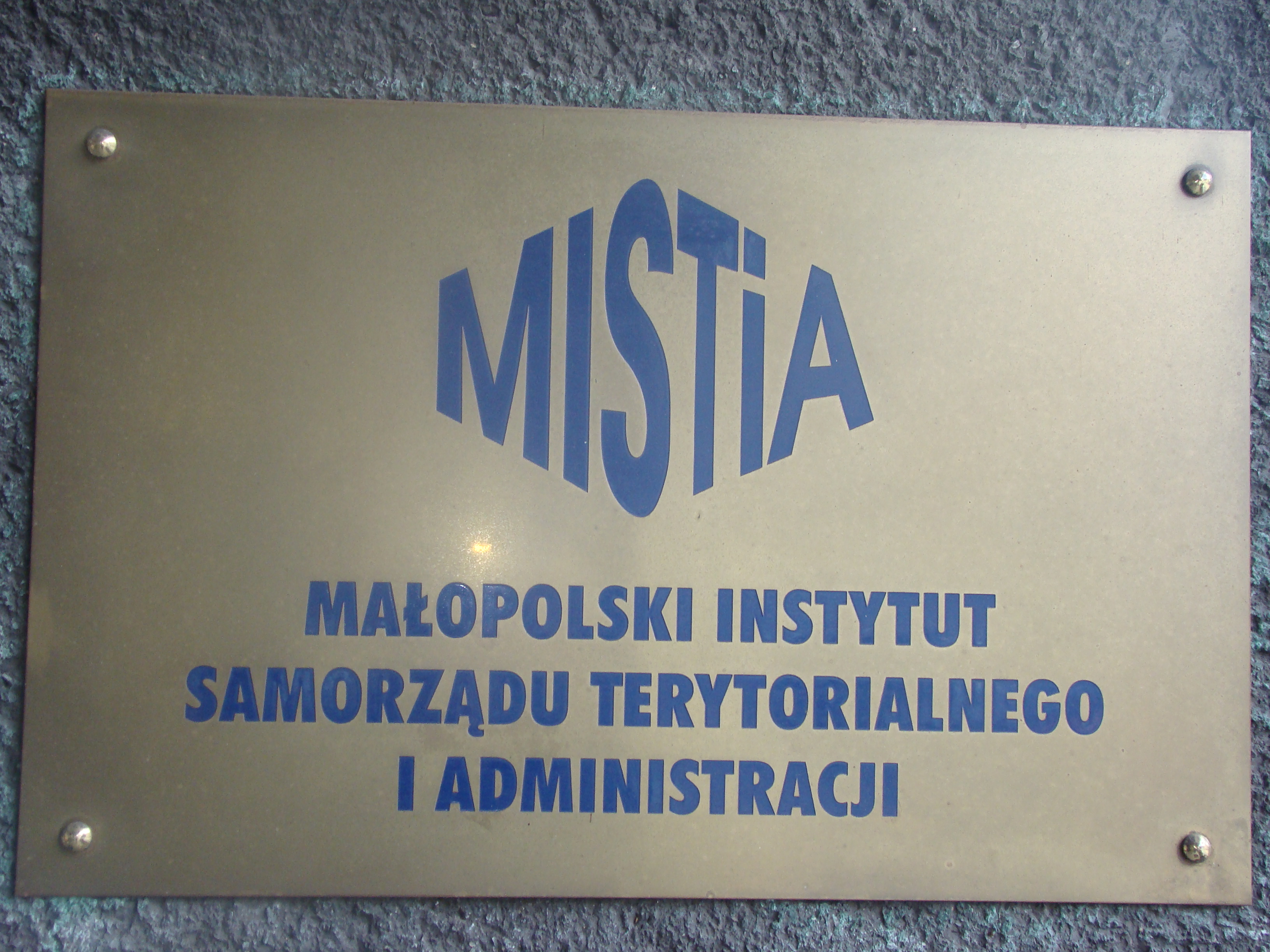
Logo Małopolskiego Instytutu Samorządu Terytorialnego i Administracji

FRDL Małopolski Instytut Samorządu Terytorialnego i Administracji (FRDL MISTiA) powstał 1 stycznia 1991 roku, na mocy porozumienia wojewody krakowskiego i Fundacji Rozwoju Demokracji Lokalnej. Celem instytutu jest wspomaganie rozwoju głównych sektorów państwa obywatelskiego, a także krzewienie idei oraz metod ich partnerskiej współpracy w układach lokalnych i regionalnych. Cel ten jest realizowany głównie poprzez stwarzanie możliwości doskonalenia metod zarządzania w administracji publicznej, organizacjach pozarządowych, a także małych przedsiębiorstwach oraz pomaganie osobom chcącym rozpocząć działalność gospodarczą. Działalność FRDL MISTiA ma służyć nie tylko przekazywaniu wiedzy i doskonaleniu umiejętności, ale także wymianie doświadczeń, promowaniu sukcesów, porównywaniu efektywności zarządzania i podnoszeniu ich skuteczności.
Misją FRDL Małopolskiego Instytutu Samorządu Terytorialnego i Administracji jest wspomaganie osób, organizacji i środowisk, biorących udział w budowaniu społeczeństwa i państwa obywatelskiego.
FRDL MISTiA posiada:
- Znak jakości Małopolskich Standardów Edukacyjno - Szkoleniowych
- Certyfikat DEKRA potwierdzający spełnienie wymagań norm EN-PN ISO 9001:2009 dotyczący wprowadzenia i stosowania systemu zarządzania jakością w zakresie usług edukacyjnych, przygotowania i realizacji projektów, konsultingu, doradztwa i analiz, usług informacyjnych.
- Jako jednostka terenowa Fundacji Rozwoju Demokracji Lokalnej, jest wpisany do rejestru instytucji szkoleniowych Wojewódzkiego Urzędu Pracy w Warszawie.
- Fundacja Rozwoju Demokracji Lokalnej jest również członkiem Polskiej Izby Firm Szkoleniowych.

## Cele instytutu
1. prowadzenie działań służących: doskonaleniu pracy administracji publicznej, wspieraniu rozwoju małej i średniej przedsiębiorczości, doskonaleniu działalności organizacji pozarządowych,
2. organizacja i prowadzenie działalności edukacyjnej dla potrzeb administracji publicznej: rządowej i samorządowej,
3. realizacja celów Fundacji Rozwoju Demokracji Lokalnej, a w szczególności: tworzenie systemu doradztwa dla samorządu terytorialnego i zapewnienie warunków organizacyjnych jego funkcjonowania, działalność na rzecz wojewódzkiej administracji zespolonej, stworzenie warunków i wspieranie budowy społeczeństwa obywatelskiego, realizacja projektów oraz programów badawczych i eksperckich, działalność wydawnicza i informacyjna, służąca upowszechnianiu wiedzy i informacji w obszarach objętych działalnością instytutu, nawiązanie kontaktów z ośrodkami krajowymi i zagranicznymi umożliwiającymi współpracę w dziedzinie kształcenia, działalności badawczej i wydawniczej.

## Działalność instytutu

### Formy działania instytutu
- przygotowywanie i prowadzenie szkoleń, seminariów, kursów, treningów, warsztatów,
- organizowanie konferencji i sympozjów o zasięgu regionalnym, krajowym i międzynarodowym,
- wspomaganie integracji środowisk poprzez działalność forów samorządowych,
- konsultacje i doradztwo dla samorządów, administracji oraz wspomaganie inicjatyw obywatelskich,
- prowadzenie badań naukowych i analiz, zbieranie i opracowywanie informacji,
- lobbing na rzecz budowy społeczeństwa i państwa obywatelskiego,
- doskonalenie i upowszechnianie narzędzi zarządzania zadaniami publicznymi,
- rozwój i wzmacnianie przedsiębiorczości (mikro, małe i średnie przedsiębiorstwa), w tym przedsiębiorczości społecznej.

### Główne moduły tematyczne
Instytut prowadzi swoją działalność w następujących obszarach tematycznych:
- zarządzanie w administracji publicznej,
- prawo,
- finanse i podatki,
- ekologia i ochrona środowiska,
- planowanie,
- gospodarka przestrzenna,
- prywatyzacja,
- reprywatyzacja,
- przekształcanie własnościowe,
- sprawy obywatelskie,
- rozbudzanie i rozwijanie postaw prospołecznych,
- kultura, oświata i edukacja oraz przeciwdziałanie patologiom społecznym,
- pomoc społeczna,
- pomoc osobom niepełnosprawnym,
- zdrowie i opieka społeczna,
- rozwój gospodarczy,
- rynek pracy,
- integracja europejska.

### Fora samorządowe działające przy FRDL MISTiA
Fora są jednostkami edukacyjno-konsultacyjnymi działającymi przy FRDL Małopolskim Instytucie Samorządu Terytorialnego i Administracji. Nie posiadają osobnej osobowości prawnej. Ich standardową formą działalności są comiesięczne spotkania z ekspertami, konferencje i wyjazdowe sesje konsultacyjne. Obecnie przy instytucie działa 18 forów samorządowych.
- Forum Wójtów, Burmistrzów i Prezydentów Małopolski
  - Powstało 5 lutego 2000 r., obecnie zrzesza 164 osoby
  - Przewodniczącym Forum jest obecnie[kiedy?] Małgorzata Małuch - Wójt Gminy Sękowa
  - Forum organizuje, średnio raz w miesiącu, robocze debaty - "bez kamer i reflektorów", na tematy najbardziej aktualne w danej chwili, priorytetowe dla wójtów i burmistrzów.
  - Wynikiem prowadzonych na Forum dyskusji są stanowiska Forum przygotowywane w imieniu gmin. Formułowane są w nich wnioski o zmianę treści ustaw i rozporządzeń, jak też opinie w sprawach istotnych dla samorządów. Stanowiska te kierowane są do odpowiednich ministrów, komisji sejmowych, jak też przekazywane do wiadomości wojewody i marszałka województwa. W trakcie swojej dotychczasowej działalności opracowało 29 stanowisk, 1 protest i 1 rezolucję. Teksty te kierowane są do odpowiednich ministrów, komisji sejmowych, a także do wojewody i marszałka województwa.
  - Stałymi gośćmi Forum są najwyżsi rangą przedstawiciele administracji rządowej szczebla centralnego i wojewódzkiego, parlamentarzyści, Marszałek i Członkowie Zarządu Województwa Małopolskiego, Wojewoda Małopolski
  - W marcu 2010 r. Forum zorganizowało Konwencję Samorządów Małopolski: Samorząd gminny: bilans 20-lecia i wyzwania przyszłości. Zorganizowana ona została z okazji 20-lecia funkcjonowania samorządu gminnego, 20-lecia powstania FRDL Małopolskiego Instytutu Samorządu Terytorialnego i Administracji w Krakowie oraz 10-lecia działalności Forum Wójtów, Burmistrzów i Prezydentów Małopolski
- Forum Sekretarzy Samorządów Polski Południowej
  - Forum powstało w maju 1992 r. Powstanie Forum było pierwszą taką inicjatywą w Polsce i dało impuls dla tworzenia na terenie całego kraju forów pracowników samorządowych.
  - Obecnie Forum liczy 160 członków.
  - W 2006 Forum uczestniczyło w wizycie studyjnej w Brukseli i w Erfurtu.
  - W 2007, z okazji XV-lecia Forum zorganizowało konferencję „Urzędnik samorządowy w demokratycznym społeczeństwie” z udziałem 120 gości. Wystąpienia przedstawili: Prezes Trybunału Konstytucyjnego Jerzy Stępień, Profesor Jerzy Regulski,  Profesor Mirosław Stec, Marszałek Małopolski, Marek Nawara. Panel samorządowy prowadził dr Jarosław Flis.
  - W 2008 roku, w Warszawie, miało miejsce spotkanie członków Forum Sekretarzy Samorządów Polski Południowej  z przedstawicielami Kancelarii Prezesa Rady Ministrów, Sejmu i Senatu
  - W 2009 roku wyróżniono Prezesa Forum, Stanisławę Szołtysek oraz koordynatora Forum, Małgorzatę Drużyńską-Olesińską, Złotym Medalem Zasługi przyznanym przez Prezydenta RP za szczególne zasługi dla budowania tożsamości zawodowej środowiska urzędników samorządowych
  - Członkowie Forum uczestniczyli w pracach m.in. nad opracowaniem Strategii dla  Małopolski i Biuletynu Informacji Publicznej działającym na portalu Wrota Małopolski, a także w realizacji Programu Rozwoju Instytucjonalnego.
  - Przedstawiciel Forum jest członkiem Rady Społeczeństwa Informacyjnego działającej przy Marszałku Województwa Małopolskiego.
  - Forum jest wydawcą kwartalnika "INFORMATOR Forum Sekretarzy Samorządów Polski Południowej" wydawanego od 2008 roku
  - Wybitnym osobom, wspierającym rozwój samorządności, Forum przyznaje Kałamarze z Gęsim Piórem, symbole o charakterze pamiątkowym. Do tej pory otrzymały je 24 osoby
- Forum Skarbników Jednostek Samorządu Terytorialnego Małopolski
  - Forum powstało w listopadzie 1992 roku, obecnie liczy 184 członków i jest najliczniejszym Forum działającym przy FRDL MISTiA
  - Przewodniczącym forum jest obecnie Włodzimierz Janeczek
  - W ostatnich 2 latach Forum zorganizowało 3 konferencje: Międzynarodowe i krajowe standardy rachunkowości w sektorze finansów publicznych, Obligacje komunalne źródłem finansowania rozwoju jst, Kontrola finansowa i audyt wewnętrzny w jednostkach sektora finansów publicznych
  - Forum wypracowało kilka stanowisk, m.in. Stanowisko w sprawie ustawy z dnia 30 czerwca 2005 r. O finansach publicznych,
  - Członkowie Forum brali udział w pracach zorganizowanych przez FRDL nt. statusu skarbnika i sekretarza.
- Forum Oświaty Samorządowej
- Małopolskie Forum Pomocy Społecznej
  - Forum powstało w 1998, obecnie liczy 136 członków
  - Przewodniczącym forum jest Grażyna Hołda
  - Forum zorganizowało cztery znaczące konferencje: „Jak przeciwdziałać marginalizacji i wykluczeniu społecznemu – pomysły i doświadczenia” w listopadzie 2006 r., „Jak przeciwdziałać przemocy w rodzinie? – pomysły i doświadczenia” w listopadzie 2007 r. oraz „Jak ograniczać zjawisko marginalizacji i wykluczenia społecznego? – dobre praktyki sprawdzone rozwiązania” w listopadzie 2008 r. oraz „Przemoc domowa – procedury postępowania” w październiku 2009 r.
- Forum Ekologiczne Samorządu Terytorialnego
  - Forum powstało w 1994, obecnie liczy 77 członków
  - Przewodniczącym forum jest Jacek Włosek
  - z okazji 15 lecia istnienia Forum, w listopadzie 2009 roku Forum zorganizowało konferencję „Odnawialne źródła energii”
- Forum Koordynatorów Zarządzania Kryzysowego
  - Forum powstało w 2000 r., obecnie liczy 78 członków
  - Przewodniczący forum jest obecnie Marian Paszcza
  - Forum daje możliwość wymiany doświadczeń i informacji wśród osób odpowiedzialnych za zarządzanie kryzysowe w jst. W czasie każdego spotkania uczestnicy mają okazję przedyskutować i rozwiązać wiele problemów, z którymi borykają się w swej pracy przy realizacji zadań z zakresu zarządzania kryzysowego i obrony cywilnej.
- Forum Zdrowia Publicznego
  - Forum powstało w 2001 roku. Po przerwie wznowiło swoją działalność w styczniu 2003 roku.
  - Jest to najmniejsze (39 członków) działające przy FRDL MISTiA forum, którego członkowie to najczęściej lekarze, którzy zostali szefami niepublicznych jednostek ochrony zdrowia.
  - W ramach Forum organizowane są spotkania z zakresu zarządzania, szkolenia tematyczne (branżowe) organizują dla nich: Okręgowa Izba Lekarska i Okręgowa Izba Pielęgniarek i Położnych.
  - Przewodniczącym zarządu forum jest obecnie Roman Korczak - Prezes Przychodni w Tarnowie
- Forum Pracowników Urzędów Stanu Cywilnego
  - Forum powstało w maju 2002 roku, obecnie liczy 103 członków
  - Przewodniczącym jest Krystyna Barbara Serwin, kierownik USC w Brzesku
  - Forum wydaje biuletyn „Niezbędnik USC”, w którym są materiały przydatne kierownikom USC w pracy zawodowej (Informator jest wydawnictwem wewnątrzorganizacyjnym FPUSC)
  - Członkowie Forum uczestniczą w procesie tworzenia prawa o aktach stanu cywilnego jako konsultanci – praktycy.
- Forum Urzędników Europejskich
- Małopolskie Forum Prawników Administracji Publicznej
- Forum Przewodniczących Rad Gmin i Powiatów Małopolski
  - Forum powstało 12 kwietnia 2007 roku, obecnie liczy 55 członków
  - Prezesem Zarządu Forum jest Bogdan Musiał - Przewodniczący Rady Miasta w Gorlicach
- Forum Gospodarki Przestrzennej Gmin
- Małopolskie Forum Kultury
  - Małopolskie Forum Kultury powstało 31 stycznia 2008 roku, w efekcie realizowanego wcześniej projektu o tej samej nazwie.
  - Obecnie zrzesza 68 osób reprezentujących jednostki samorządu terytorialnego oraz samorządowe instytucje zajmujące się szeroko pojętymi sprawami kultury, a także osoby reprezentujące inne organizacje i instytucje kultury.
  - Prezesem forum jest Michał Grzeszczuk – Dyrektor Miejskiej Biblioteki Publicznej w Skawinie
  - 17 czerwca 2010 r. miała miejsce wspólna inicjatywa Małopolskiego Forum Kultury i Forum Informatyków Samorządowych - konferencja pn. 2.0 Nowe technologie informacyjne w promocji samorządowych instytucji kultury i jst.
- Forum Informatyków Samorządowych

### Konkursy i przedsięwzięcia organizowane przez instytut
Głównym celem przedsięwzięć i konkursów organizowanych przez instytut jest promowanie aktywnych i innowacyjnych samorządów z terenu Małopolski. Dobre praktyki zarządcze, w tym współpraca z organizacjami pozarządowymi, są nagradzane i upowszechniane wśród wszystkich zainteresowanych. Przedsięwzięcia te przyczyniają się tym samym m.in. do upowszechnienia benchmarkingu w administracji samorządowej. Aktualnie FRDL MISTiA prowadzi:
- Małopolskie Wektory Współpracy
- Ranking Gmin Małopolski

### Współpraca z krajami Europy Środkowej i Wschodniej
Instytut od wielu lat podejmuje działania wspierające rozwój demokracji lokalnej w krajach Europy Środkowej i Wschodniej. W ostatnich latach zorganizował wizyty studialne przedstawicieli ukraińskich władz samorządowych w Małopolsce w ramach projektów „Przejrzysta Ukraina – budowanie efektywnej i etycznej samorządności na Ukrainie” oraz „Szkoła przyciągania inwestycji wschodnioukraińskich jednostek administracji publicznej”. Realizował również projekt „Młodzieżowi Ambasadorzy Europy – Mołdowa” we współpracy z Ambasadą Brytyjską w Warszawie.

### Działania na rzecz MŚP
MISTiA podejmuje szereg działań na rzecz przedsiębiorców małopolskich.
Od 1996 roku MISTiA jest zarejestrowana w Krajowym Systemie Usług – sieci organizacji wyspecjalizowanych w świadczeniu różnego rodzaju usług dla przedsiębiorstw i osób podejmujących działalność gospodarczą.

## Struktura instytutu
- Dyrektor FRDL MISTiA: Anna Łyżwa
- Wicedyrektor: Wojciech Odzimek
- Kierownik Zespołu ds. Forów Samorządowych: Grażyna Koprowska

- Kierownik Zespołu Administracji: Tomasz Mazur
- Kierownik Zespołu ds. Szkoleń: Tomasz Żygłowicz
- Kierownik Zespołu ds. Doradztwa i Rozwoju: Dawid Hoinkis
- Główna Księgowa: Katarzyna Bąk

### Dyrektorzy[1][2]
- Janusz Baster (1991-1998)
- Krzysztof Lipski (1998-2010)
- Janusz Olesiński (2011-2014)
- Bożena Pietras-Goc (2014-2017)
- Anna Łyżwa (2018-2020)
- Wojciech Odzimek (2020-)